# Сегизбаев, Санжар Бактыбаевич
Санжар Бактыбаевич Сегизбаев (17 февраля 1906 года, с. Енбекши, Тургайская область — 21 июня 1972) — советский киргизский и казахстанский юрист, государственный деятель, председатель Главного Суда Киргизской АССР / Верховного суда Киргизской ССР (1937).

## Биография
Родился в крестьянской семье. Происходит из рода жагалбайлы племени жетыру. 
Член ВКП(б) с 1927 г.
Имел одноклассное образование, затем окончил краткосрочные курсы по введению казахского языка в делопроизводство в 1924 г. в г. Оренбурге, в 1926 г. — 8-месячные краевые юридические курсы в г. Кызыл-Орде.
В 1921—1924 гг. работал в местном советском органе, там же занимал выборные должности: секретаря, председателя аульных и волостных советов.
С 1925 г. — в органах юстиции: помощник секретаря Актюбинской Губернской прокуратуры, заместитель судьи, член Губернского суда, заместитель председателя окружного суда г. Семипалатинска.
После окончания высших юридических курсов в 1933 г. в г. Москве — член президиума, заместитель председателя казахского отделения Верховного суда РСФСР. Затем в 1933—1937 гг. являлся членом Пленума Верховного суда РСФСР.
В январе-марте 1937 г. — председатель Главного Суда Киргизской АССР, в марте-декабре 1937 г. — председатель Верховного Суда Киргизской ССР.
В декабре 1937 г. был исключен из рядов ВКП(б), через несколько месяцев был реабилитирован. Работал в аппарате СНК Казахской ССР, парторгом аппарата СНК.
Сын — Тимур Санжарович Сегизбаев (1941—2017), известный казахстанский футболист и тренер, капитан команды «Кайрат» ее звездного периода.
Сын — Нурлан Санжар (род. 1951), известный казахский актёр и кинодраматург. Заслуженный деятель Казахстана.